# Cymbiodyta fraterculus
Cymbiodyta fraterculus är en skalbaggsart som först beskrevs av Sharp 1882.  Cymbiodyta fraterculus ingår i släktet Cymbiodyta och familjen palpbaggar. Inga underarter finns listade i Catalogue of Life.